# Joan Puigdollers
Joan Puigdollers i Olm (Vich, 2 de septiembre de 1927-Barcelona, 7 de diciembre de 2004) fue un escultor español, especializado en escultura religiosa. También se dedicó a la orfebrería, la decoración y la numismática. Diseñó numerosas monedas y medallas, así como cruces procesionales, expositores, custodias y otros objetos litúrgicos.

## Biografía
Se formó en los Salesianos de Sarriá (Barcelona), donde estudió en sus talleres profesionales de carpintería, ebanistería, escultura y decoración, en los que posteriormente trabajó como operario, alcanzando la categoría de maestro de taller y, más tarde, director de la sección de escultura. Completó su formación en las escuelas Massana y Sainz de la Maza. Desarrolló un estilo propio, figurativo pero caracterizado por el trabajo escultórico a través de planos de tipo cubista. Trabajó tanto en barro como en madera, mármol o bronce. Tiene obra, además de en España, en Alemania, Francia, Italia, Iberoamérica, Estados Unidos, Guinea Ecuatorial, Costa de Marfil, India y Filipinas.
A lo largo de su vida realizó una extensa obra, de la que se contabilizan unas 300 imágenes, 160 relieves, 40 bustos y 30 grupos escultóricos. Trabajó asiduamente para los salesianos, de tal forma que entre su producción se encuentran unas sesenta imágenes de María Auxiliadora y cincuenta de san Juan Bosco. Una de las más relevantes es la estatua de San Juan Bosco en el Templo Expiatorio de la Sagrada Familia de Barcelona. Del fundador de los salesianos elaboró también una imagen para el monasterio de Montserrat. Otras obras destacadas son: el retablo de la Virgen de Montserrat en Gratallops, el Monumento a Joan Collell en Vich, la imagen de santa Gemma en la iglesia homónima de Barcelona y la escultura de santa Teresa Jornet en el Hogar del Santo Cristo en Igualada. Entre sus últimas obras se encuentran la estatua de José de Calasanz para la capilla de don Bosco de la Casa Provincial Salesiana de Barcelona o la del beato Felipe Rinaldi del santuario de María Auxiliadora de Barcelona.